# Zeletin, Buzău
Zeletin este un sat în comuna Cătina din județul Buzău, Muntenia, România. Se află în Munții Siriului, pe valea Bâscăi Chiojdului.